# Soreyuke Marine-chan
Soreyuke Marine-chan (それゆけまりんちゃん?  conocida también como Marine A Go-Go) es un manga hentai, publicado en la revista Mister Magazine de la editorial Kōdansha. Fue adaptada a anime, producido por Pink Pineapple y Studio G-1 Neo, lanzado inicialmente en 2001.

## Argumento
Marine Nonohara es una estudiante ingenua y despreocupada que un día tiene la desgracia de caer bajo el control del profesor Narumi Narutaka como candidata a dar placer a los hombres. El médico le coloca un anillo que le permite, a través del sonido de una flauta , hacer cambiar el traje que porta Marine, en función de la situación. Ella tiene la difícil tarea de recoger el semen de los mejores 100 hombres de Japón, que luego serán congelados y conservados para un futuro perfecto. Para ayudarla en su misión está Pon-chan, un robot-tortuga rosa que puede reducirse y ocultarse en la intimidad de la chica y así recoger el semen, preservando, entre otras cosas, la virginidad de Marine. Sin embargo, pronto llegó lo inesperado. La colega y amante del profesor, la Dra. Marilyn, decidió crear un Sexdroid, una robot del sexo, con el nombre de South Pole One. Su propósito es vengar al hombre que nunca se dio cuenta de sus sentimientos.

## Anime
Producido por Misty Moon, Pink Pineapple y Studio G-1 Neo, Soreyuke Marine-chan fue dividido en tres episodios distribuidos como OVA. El primer episodio — ¡Nacimiento! Doncella de Amor y Servicio (誕生！！愛と奉仕の乙女 Tanjō!! Ai to Hōshi no Otome?) — fue lanzado el 14 de diciembre de 2001. El segundo episodio, ¡Un nuevo Enemigo! South Pole One (登場!!サウスボールワンの挑戦 Tanjō!! Sausu Pōru Wan no Chōsen?), fue lanzado el 27 de agosto de 2002; mientras que el tercer episodio, ¡Batalla Final! Amor y Servicio vs Amor y Fuerza (決戦！！極楽奉仕VS究極奉仕 Kessen!! Gokuraku Hōshi vs. Kyūkyoku Hōshi?), fue lanzado el 28 de marzo del año siguiente. El 25 de abril de 2008 se lanzó una compilación de los tres episodios en una edición de lujo. Fue licenciado por Kitty Media para su distribución en Estados Unidos en 2005.